# Bitva u Ayacucha
Bitva u Ayacucha (španělská výslovnost: [a?a'kut?o]) byla rozhodujícím armádním střetem během peruánské války za nezávislost. Tato bitva zpečetila samostatnost Peru, stejně jako vítězství v ní zajistilo nezávislost zbytku Jižní Ameriky. Je také považována za konec jihoamerických válek za nezávislost.
V roce 1824 měli roajalisté ještě kontrolu nad většinou území jižního Peru, stejně jako nad pevností Fortaleza del Real Felipe v přístavu Callao. K bitvě mezi vlastenci a roajalisty došlo 9. prosince 1824, označuje se též jako bitva na La Quinau, neboť se odehrála na Pampa de La Quinua, několik kilometrů vzdálené od Ayacucha, blízko města Quinua. Osvobozenecké armádě velel Antonio José de Sucre, generál Simona Bolívara. Místokrál José de la Serna byl zraněn a po bitvě podepsal konečnou kapitulaci královské armády vrchní velitel José Canterac. Výročí této bitvy slaví novodobá peruánská armáda.

## Události v pozadí
V roce 1820 došlo ve Španělsku ke vzpouře expedice 20 000 vojáků, které nashromáždil král Ferdinand VII. na pomoc koloniím v Jižní Americe, kterou vedl Rafael del Riego. V březnu král souhlasil s obnovením liberální ústavy z roku 1812 a tyto události ukončily španělské expedice do Ameriky.
Monarchističtí absolutisté vládnoucí v Americe prohlásili své oddělení od liberálního Španělska díky tzv. Plánu z Igualy, dohodě z Córdoby (samostatnost Mexika) či Paktu z Tigaranta. V Peru byl místokrál Pezuela zdiskreditovaný kvůli porážce expedice Mariana Osori do Chile a slábl též kvůli limské expedici José de San Martína. Byl nakonec svržen 29. ledna 1821 v Aznapuquio převratem generála Josého de la Serna, který vyhlásil oddanost liberální ústavě.
Republikáni započali svá tažení slibným vítězstvím nad královskou armádou pod vedením místokrále La Serny u Cerro de Pasco. Ale roajalisté měli solidní vojenský výcvik. První republikánskou armádu pod velením Domingo Tristána a Agustína Gamarry (pozdější prezident Peru) porazili při tažení do oblasti města Ica. O rok později, jakmile byl stažen José de San Martín po rozhovorech z Guayaquil, byla poražena expedice Rudecinda Alvarada při tažení do Torata a Moqueguo. Rok 1823 skončil zničením další vlastenecké armády pod velením Andrése de Santa Cruz. Agustín Gamarra zahájil další tažení na Puno, které začalo bitvou u Zepita a následovalo okupování města La Paz. 8. srpna bylo tažení ukončeno, když místokrál La Serna dosáhl Orura, rozehnal izolované vojenské jednotky Santa Cruze a dobyl Arequipu po vítězství nad Antonio José de Sucrem, který 10. října 1823 ustoupil do Kolumbie, aby ušetřil sebe a své vojenské jednotky.

## Rok 1824
4. června 1823 bylo v Buenos Aires uzavřeno příměří se španělskými commissionaires. Dohoda zněla na zastavení válečného stavu do 60 dní od ratifikace dohody a příměří mělo trvat rok a půl, mezitím měl být dojednán definitivní mír. Za účelem dojednání příměří se sešli v Saltě Juan Gregorio de Las Heras (příští guvernér provincie Buenos Aires) a Baldomero Espartero (španělský šlechtic). Peruánský místokrál, aby zabránil hrozícímu povstání, vydal 10. ledna 1824 prohlášení, ve kterém se uvádí, že by nemělo být zahájeno žádné tažení bez místokrálova nařízení, neboť v Saltě vyjednávají Las Heras z vlády v Buenos Aires s brigádním generálem Esparterou (za Španělsko).  Dle názoru irského historika Daniela Florencia O’Learyho, který čerpal z armádních pramenů, mělo být tímto příměřím „stažena z cesty“ vláda v Buenos Aires  a smlouva se Španěly je ke škodě americké věci. 

Na začátku roku onemocněl Bolívar v Pativilca. V té době dorazil do Limy Félix Álzaga, ministr zplnomocněný sjednocenými provinciemi Río de la Plata a požadoval, aby Peru dodrželo sjednané příměří, což odmítl peruánský kongres. 4. února 1824 se vzbouřila část posádky v pevnosti Callao - argentinský pěší pluk Libertor Expedition společně s Chilany, Peruánci a Kolumbijci, téměř 2000 mužů, kteří přešli na stranu roajalistů, posílili španělskou posádku a převzali pevnost Callao. V Lurinu se 14. července vzbouřil granátnický jízdní pluk z And, část se spojila s roajalisty v Callau, část odešla do Limy.

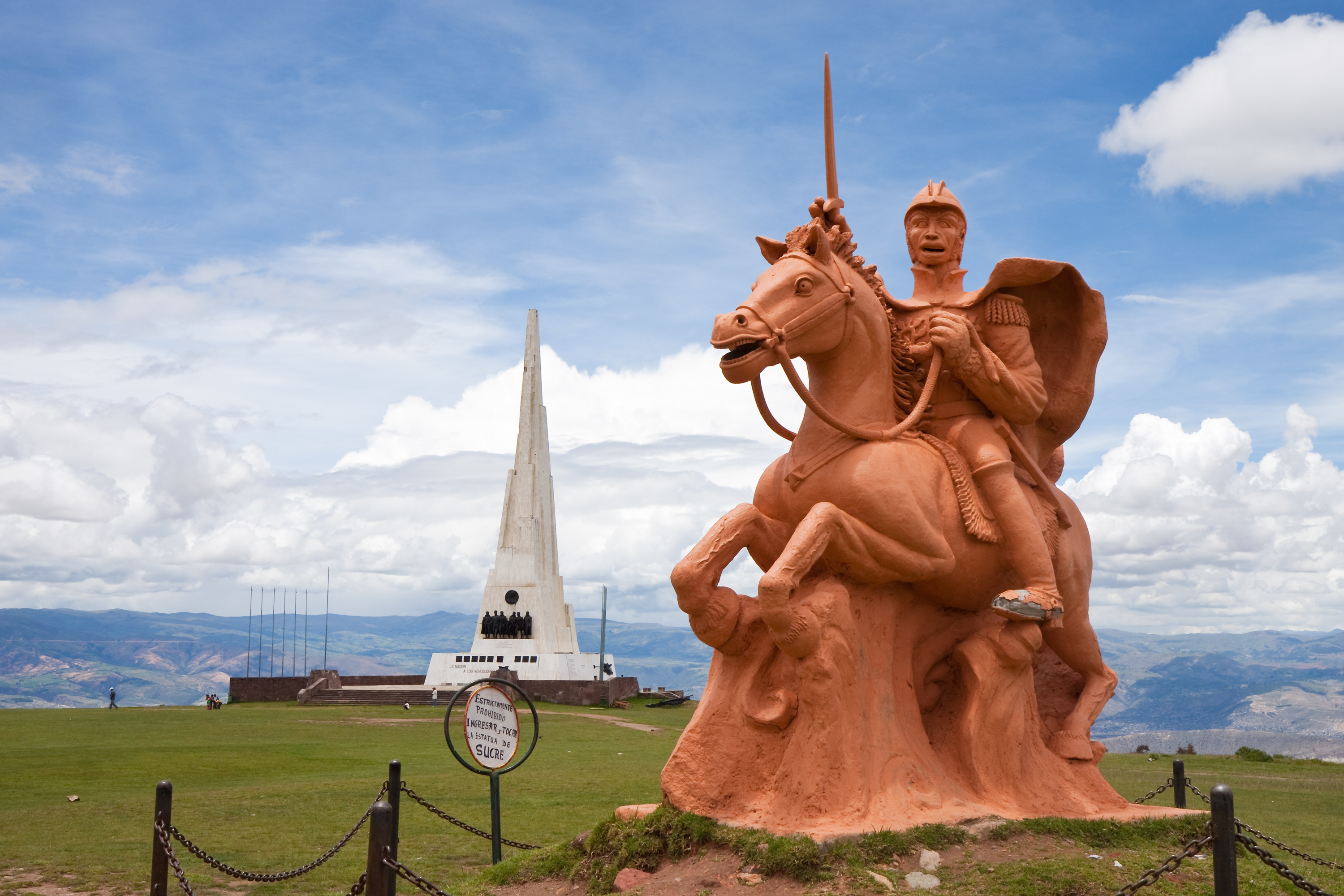
památník bitvy u Ayacucha

## Olañetovo povstání
V reakci na situaci ve Španělsku, kde došlo k okupaci francouzskou armádou, oběšení Rafaela del Riega, popravám či deportacím členů liberálního hnutí 1. října 1823 zrušil panovník ústavní nařízení schválená peruánským místokrálem za poslední tři roky, se vzbouřila armáda Horního Peru pod španělským vůdcem Pedrem Antoniem Olañetou. Král Ferdinand VII. ho jmenoval místokrálem pro La Platu. Místokrál La Serna namísto zamýšleného střetnutí s Bolívarem vyslal Jerónimo Valdése s 5000 veterány proti jeho bývalému podřízenému, „protože jsou indicie svědčící o zamýšlené zradě a připojení se k disidentům z Buenos Aires“. Valdés 22. ledna 1824 překročil řeku Desaguadero a dorazil k Potosí. Po dlouhém tažení a bitvách u Tarabuquillo, Sala, Cotagaita a La Lava (17. srpna 1824) byly obě monarchistické armády vzájemně zdecimovány.
Této situace využil Simon Bolívar, pohnul se z May Jauja a 6. srpna stál tváří v tvář José de Canteracovi, izolovanému v Junínu. Při nepřetržitém pronásledování královské armády z ní dezertovalo kolem 2700 mužů, kteří většinou přešli do řad republikánské armády. Nakonec 7. řina 1824 dosáhly Bolívarovy jednotky Cuzca. Bolívar svěřil velení nad novou bojovou linií, která se táhla podél řeky Apurímac generálu Sucre a sám se vrátil do Limy, aby získal kapitál na vedení války a kde obdržel jako posilu Kolumbijskou divizi o síle 4000 mužů, která táhla na Ayucucho.
José Canterac, velitel severních divizí, bojoval na svém ústupu vedle montoneros, lokálních gerilových bojůvek, především s dezercí. Koloniální armáda se skládala hlavně z Indiánů, černochů a mesticů. Důstojníci byli bílí Kreolové a jen kolem 6 % armády, většinou nejvyšší úroveň velení, pocházelo ze Španělska. Třetinu úbytku vyrovnal nuceným náborem na cestě za místokrálem. Na konci září dosáhl severního okraje Cuzca.

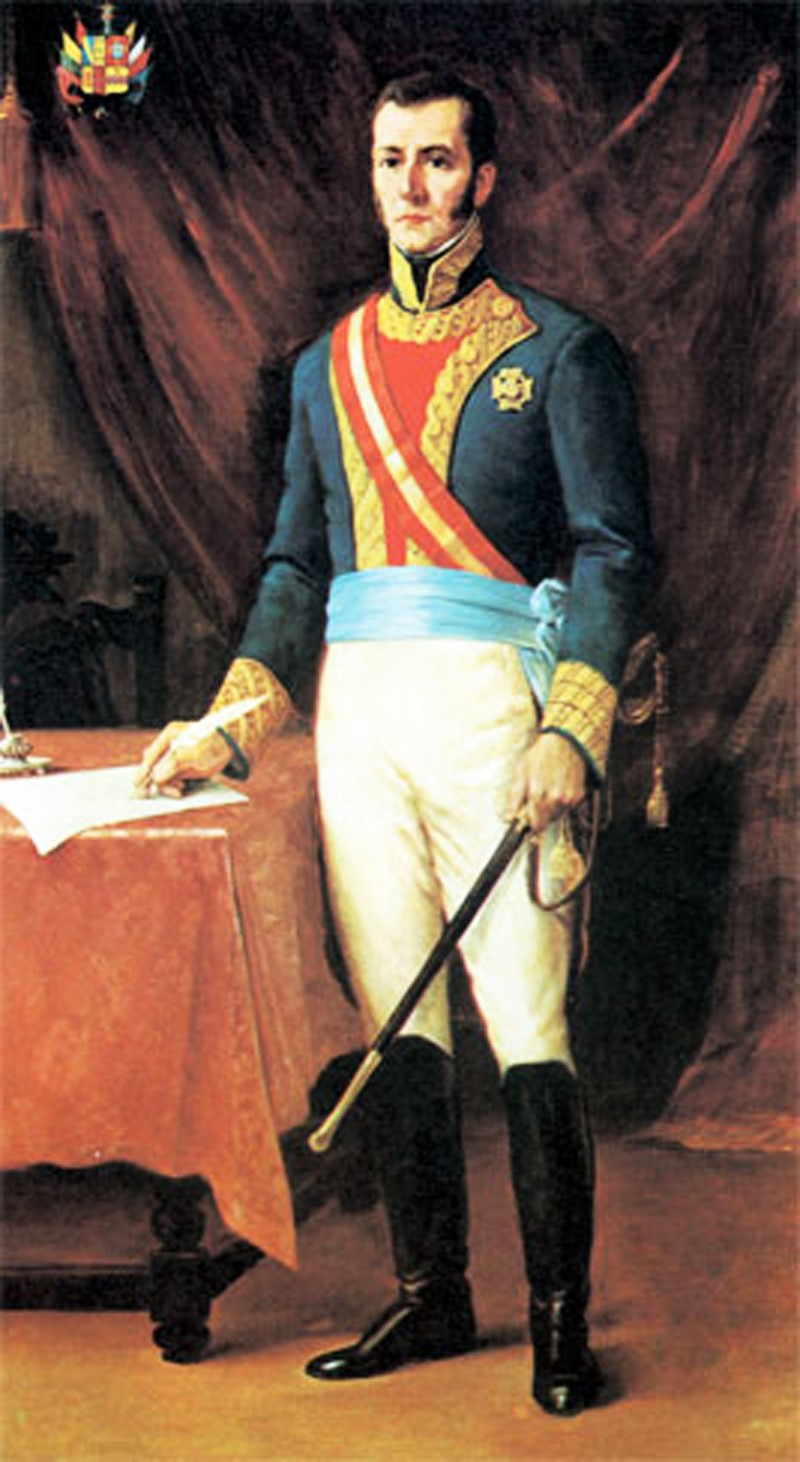
José de la Serna, místokrál Peru

 De la Serna s sebou přivedl dalších 1800 mužů a nechal zbudovat opevněné pozice, které měly zabránit útoku vlastenců. Mimo to stáhl místokrál Valdése, který byl zaneprázdněn Olañetovým povstáním v Horním Peru. Nechal Canteraca zreorganizovat armádu a poté, co vyřídil úřední agendu, se sám vydal proti separatistům. Jerónimo Valdés velel zadnímu voji sestávajícímu ze čtyř praporů, Juan Antonioa Monet (čtyři prapory) a Alejandro Gonzáles Villalobos (pět praporů) veleli pěšímu vojsku, čtyři regimenty, dvě eskadrony ve dvou brigádách kavalerie a čtrnáct děl vedl Valentín Ferraz a koloniálnímu vojsku velel Fernando Cacho. Se silou asi 9000 mužů započal místokrál na konci října tažení proti spojenému vojsku vlastenců.

## Situace vlastenecké armády
Bolívar nechal při pronásledování španělských severních divizí jednotkám čas na osvobozování měst a vesnic podél cesty, která vedla přes Huancayo a Ayacucho do kraje jihozápadně dnešního hlavního města provincie Apurímac - Abancay. Odtud vyslal hlídky na průzkum, které měly vypátrat Španěly východně řeky Apurímac a po případě osvobodit okolní obce od španělské nadvlády. Většinu vojska nechal na pozicích, neboť bylo období dešťů, které výrazně omezovalo použití předovek.
Bolívarův zástupce Francisco de Pavla Santander v Bogotá před kongresem přednesl výzvu, aby bylo Bolívarovi svěřeno velení nad spojeneckými vojsky. Sám Santander upínal své síly k rekonstrukci Kolumbie po patnáctileté osvobozenecké válce a Bolívar, znalý situace ve Španělsku věděl, že jen rychlé jednání zamezí realizaci králových myšlenek na expedici do Jižní Ameriky, která by válku prodloužila a v nejhorším případě by vedla k novému podmanění španělských zámořských držav. Vědom si toho, že v postavení prezidenta Peru drží v rukou nitky a též toho, že v Antonio José Sucre měl loajálního důstojníka, sice vyššího věku, ale schopného a odhodlaného, předal mu vrchní velení a vzkázal do hlavního stanu v Huancayo, aby Sucreho zasvětili do celkové situace. Zpočátku mu předával příkazy k dalšímu postupu, ale jakmile se situace přiostřila, nechal mu volnou ruku.

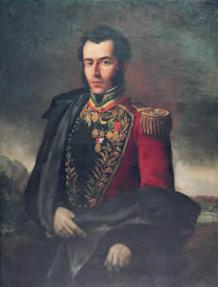
Antonio José de Sucre

Armáda republiky Peru byla rozdělena na divizi José Maria Cordovy (z Velké Kolumbie) se čtyřmi prapory, přední voj, pocházející z Peru, tři prapory pod vedením José de la Mar a čtyři prapory zadního voje, zverbované též v Kolumbii, kterým velel Jacinto Lara. William Miller vedl tři regimenty kavalerie se čtyřmi děly, celkově vojsko o síle šesti tisíc mužů.

## Iniciativa místokrále
25. října 1824 se dala místokrálova armáda po pohybu a překročila řeku Apurímac. Vojsko vlastenců, nacházející se na jihu, na to reagovalo nepatrným ustoupením na Andahuaylas. Sucre nevěřil tomu, že by jednalo o větší operaci, ale Bolívar mu radil, aby nenechával místokrále příliš vzdálit, neboť na jižním pobřeží kotvily španělské lodi, s jejichž pomocí by la Serna mohl způsobit větší pohromu.
Ten však měl zcela jiné plány. Odbočil od původního plánu a zamýšlel odříznout Sucreho od posil a komunikace s Bolívarem. 20. listopadu se jeho průzkumníci objevili na severu Huamanga. Sucre byl překvapen jeho činností a místokrál naopak imobilitou vlastenců, neboť předpokládal, že mu budou bránit v postupu na Huamanga. Sucre připustil svou chybu a dal se s vojskem západním směrem k řece Pampas. Nechal zakopat vojáky u města Bómbon, západně od Andahuaylas, a tam očekával armádu místokrále. De la Serna dorazil, ale z obav před vysokými ztrátami při útoku proti pozicím vlastenců se stáhl na západní stranu řeky Pampas a řadou přesunů na konci listopadu se snažil vylákat Sucreho z jeho pozic. 29. listopadu vyslal Valdése s předním vojem proti Sucremu, který pochopil, že v případě útoku ze dvou stran by pozice neudržel a stáhl se v noci 30. listopadu ze svých pozic a ráno 1. prosince přešel severně místokrálova vojska přes řeku.
Jakmile to místokrál zjistil, přikázal Valdésovi připojit se k hlavní armádě a sledoval Sucreho. Občas se obě armády pohybovaly do dohled vedle sebe. Když Valdéz dorazil 3. prosince, dostal rozkaz zaútočit na vlastence přecházející řeku Corpahuaico. Tento útok na pochodovou formaci zadního voje Lary vedl téměř k celkové ztrátě osvědčeného střeleckého bataliónu a k těžkým ztrátám u bataliónu Vargas. Ztracena byla obě děla a Španělé ukořistili velkou část výstroje a munice. Relativně dobře bráněný přechod přes řeku a nastávající noc zabránily nejhoršímu, i tak měli vlastenci ztráty více než 300 mužů, desetkrát větší jak nepřítel. Sucre však udržel organizované vojsko a zabránil místokráli využít tento lokální úspěch. Krom Sucreho talentu k tomu přispěly i válečné zkušenosti armády. V řadách kolumbijské armády byli veteráni z války za nezávislost Španělska, USA a ze španělsko-americké války. Byl tam i německý major Carlos Sowersby, veterán z bitvy u Borodina v Rusku 1812. Střelecký prapor, který byl téměř zničen, byl složen z evropských námezdních vojáků, většinou britských dobrovolníků. Přesto neměl Sucre jinou volbu než pokračovat v pochodu a ani noční chůzí se nezbavil svého pronásledovatele. 6. prosince dosáhl Weiler Quinoa, asi deset kilometrů vzdušnou čarou od Huamanga a dal se více na sever. Druhého dne dosáhl horu Condorcunca, na jejíž svazích nechal vojáky zřídit opevněné pozice.
Mezi Condorcunca (v kečuánštině kondorova šíje) a Quinoa se rozprostírá malá, asi dvanáct set metrů dlouhá výšina 3200 metrů nad hladinou moře, obývaná kečuánsky mluvícími původními obyvateli Ayak’uchu, nazývaná „kout mrtvých“. Roku 1437 tam Pachacútec Yupanqui, který se stal následujícího roku králem Inků, porazil v krvavé bitvě Wari (či Huari), jejichž kulturní centrum se nachází jen několik kilometrů na západ. Na výšinách Condorcunca se zaujali pozice i roajalisté. Byli v dobrém obranném postavení, ale nemohli je dlouho udržet, neboť měli zásoby jen na pět dní, což by po jejich vyčerpání znamenalo rozptýlení armády a jistou porážku, neboť Sucremu se blížily kolumbijské posily. Za této situace se rozhodli k rozhodující bitvě osvobozenecké války v Jižní Americe.

## Před bitvou
V noci před bitvou se odehrálo několik přestřelek, zároveň bylo také schváleno setkání příslušníků rodin obou armád. Bez ohledu na různé názory v rámci jedné rodiny bylo v obou armádách povíce nuceně nasazených válečných zajatců, kteří byli schopni boje, byť pod jinou vlajkou, a toto měla být příležitost k poslednímu rozloučení.
Zatímco vyšší důstojníci hovořili s místokrálem, posiloval Sucre morálku svých vojáků voláním: „Vojáci! Na dnešním úsilí závisí osud Jižní Ameriky, následující den bude korunována vaše obdivuhodná statečnost. Vojáci! Až žije osvoboditel! Ať žije Bolívar, zachránce Peru!“

### Rozestavení armád
- Spojená osvobozenecká armáda
  - náčelník štábu – generál Agustín Gamarra
  - kavalérie – generál William Miller
  - první divize – generál José María Córdoba (2 300 mužů)
  - druhá divize – generál José de La Mar (1 580 mužů)
  - zálohy – generál Jacinto Lara (1 700 mužů)

Antonio José de Sucre později uvedl: Naše linie tvořila zalomenou linii, vpravo složenou z praporů z Bogoty, Boltijeros, Pichincha a Caracasu, první kolumbijská divize pod velením staršího generála Córdova, vlevo 3 prapory peruánské legie s husary z Junínu pod velením staršího generála La Mary. V centru granátníci a kolumbijští husaři s generálem Millerem a v záloze střelecký, Vencedorský a Bargaský batalión z první kolumbijské divize pod velením staršího generála Lary. Generál Miller doplňuje ve svých pamětech Memoirs of general Miller:in the service of the republic of Peru kolumbijské granátníky a husary a granátnický jízdní pluk z Buenos Aires.
 
- Armáda vicekrále

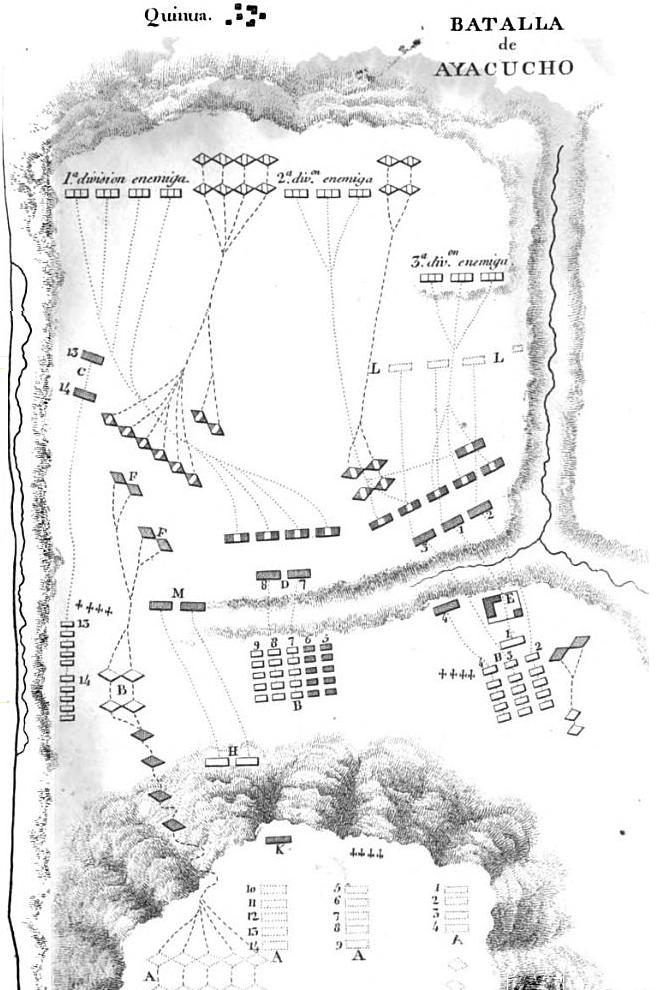
Pozice obou armád a průběh bitvy

  - velitel kavalérie – brigádní generál Valentin Ferraz
  - náčelník štábu – generálporučík José de Canterac
  - divize předvoje – generál Jeronimo Valdés (2 006 mužů)
  - první divize – generál Juan Antonio Monet (2 000 mužů)
  - druhá divize – generál Alejandro González Villalobos (1 700 mužů)
  - rezervní divize – generál José Carratalá

Španělé měli vlevo prapory Cantabria, Centro, Castro, 1. císařský, dvě eskadry husarů a šest dělostřeleckých baterií, v centru prapory Burgos, pěchota, Viktorie, Guias a 2. prapor prvního regimentu, podporováno zleva třemi eskadrami unionistů, San Carlos, čtyřmi Granaderos de la Guardia a pěti kusy dělostřelectva, vpravo 1. a 2. prapor Gerona, 2. císařský, 1 prapor 1. regimentu, Fernandinos a eskadra Granaderos de Alabarderos del Viceroy.

## Výsledek bitvy
Popis k vedlejšímu obrázku:
- A – postavení místokrálovy armády v noci z 8. na 9. prosince
- B – přípravný manévr pro útok spojenecké armády
- C – pochod praporů pod velením plukovníka Rubín de Celis
- D – manévr a útok Monetovy divize
- E – útok Valdésova předvoje přes pozice obsazené vlastenci
- F – zničení roajalistické kavalérie
- M – rozptýlení praporů Gerona roajalistických záloh
- K – prapor Ferdinand VII, poslední záloha roajalistů

De la Sernův plán předpokládal útok Jerónima Valdése s jeho divizemi zkušenými v boji na levou stranu protivníka, kde byli Marsovi Peruánci a postup vpřed měly podporovat dvě brigády kavalérie. Zbytek armády sestupoval frontálně z kopce Condorcunca, opouštějíc svá obranná postavení a útočil proti hlavní skupině nepřítele, v záloze zůstaly prapory Gerona a Ferdinand VII. Sucre zareagoval vysláním kavalérie na levé křídlo a také Córdovovi Peruánci přispěchali na pomoc. Córdovova divize společně s kavalérii udeřila na dezorientovaného nepřítele, který nebyl schopen při sestupu z hor utvořit bitevní formaci. Plukovník Joaquin Rubín de Celis, který velel prvnímu královskému regimentu, měl chránit dělostřelectvo, ještě naložené na mulách, ale nedbal toho a hrnul se vpřed na rovinu, kde byla jeho jednotka zničena a on sám byl zabit při útoku Córdovovy divize, jehož efektivní palba do stlačených linií rozehnala střelce z Villalobos. Na krátký čas Valdésova divize zatlačila de la Marua a proto Sucre přikázal Larovým divizím, s výjimkou střelců, pomoci Peruáncům na levém křídle. 

Španělé později uváděli, že půda na svazích byla pokryta sutí, která umožňovala jen velmi pomalý postup na místo boje. Tyto potíže se schůdností terénu byly také důvodem, že jednotlivé divize i jejich jednotlivé části mohly přicházet na bojiště jenom postupně.

Když generál Monet viděl ránu, kterou utrpělo jeho křídlo, bez čekání na kavalérii se zformoval na rovině a vedl svou divizi proti Córdovovi, dva z jeho praporů však byly náhle napadeny divizí vlastenců a tak zůstal na okraji před zbytkem svých vojáků, byl raněn a jeho tři velitelé byli zabiti. 

Aby překazil pomoc Valdésovi, Córdova, předpokládaje, že Peruánce podpoří části Larových divizí, rozrazil s pomocí několika jednotek Millerovy kavalérie první brigádu Monetovy divize, které přišla na pomoc Ferrazova kavalérie. Těžká palba pěchoty však způsobila velké množství obětí na životech a tak se Ferrazovi jezdci rychle stáhli z bojiště. Poté Córdova rozprášil i divizi Villalobos.
 

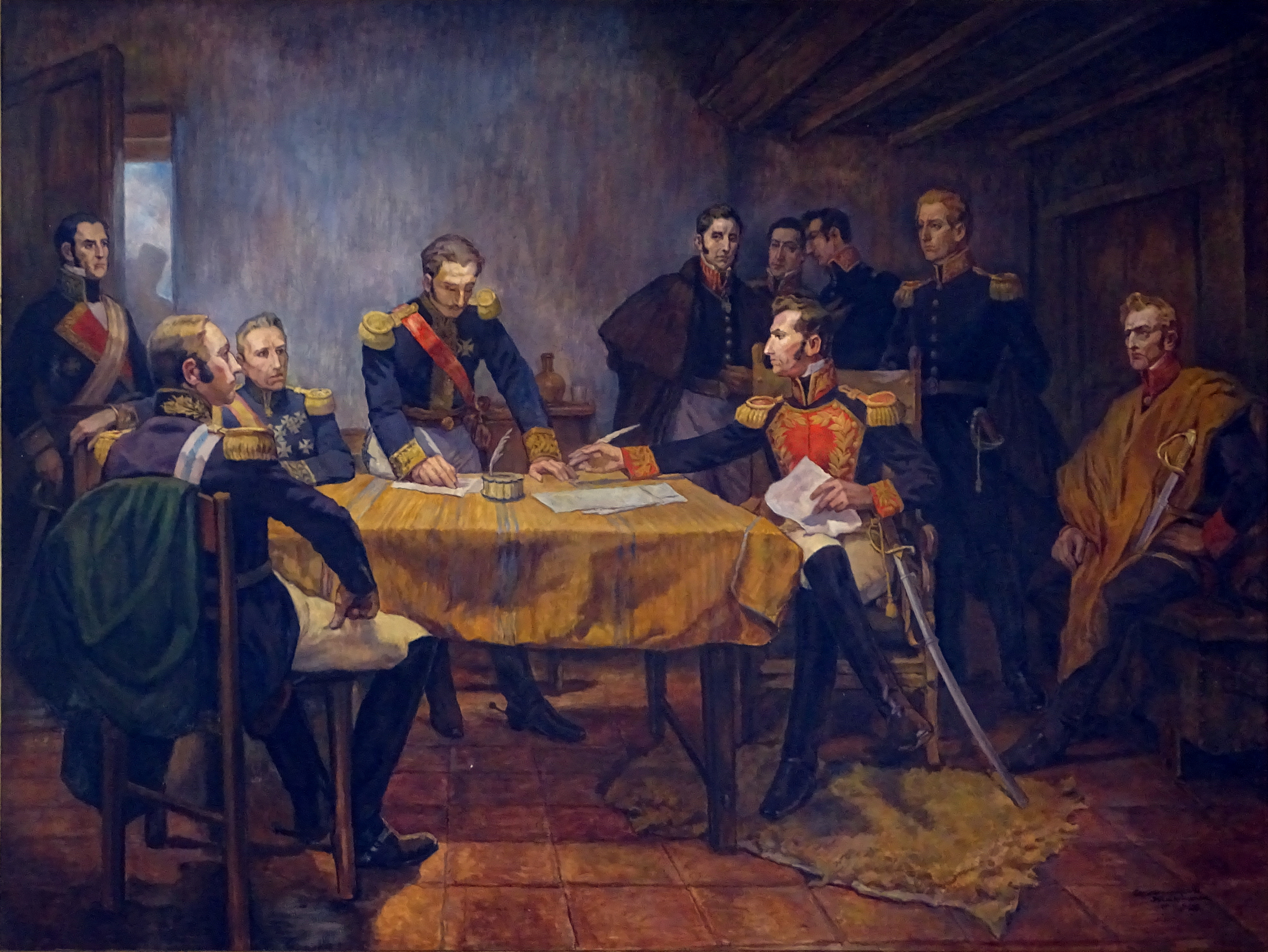
kapitulace u Ayacucha

Na druhé straně linie druhá divize José de La Mary společně s třetí divizí Jacinto Lary zastavila společně útok veteránů Valdésova předvoje a nakonec sami přešli do protiútoku. Místokrál a další důstojníci se snažili zreorganizovat ustupující roztroušené muže a sám generál Canterac vedl záložní divizi do útoku přes pláň. Ovšem prapory Gerona již nebyly těmi, které zvítězily v bitvách u Torata a Moquegua, neboť během Olañetova povstání přišly téměř o všechny veterány včetně svého velitele Cayetana Amellera. Nová skupina rekrutů byla rozprášena, stejně jako následně záložní prapor Ferdinand VII. Nakonec i Valdésovi nezbylo než začít ustupovat. Pronásledování však bylo tak rychlé, že místokrál s rezervou a artilerií byl donucen k boji, kolem jedné hodiny byl raněn a zajat s velkou skupinou důstojníků. Valdés se spojil s 200 jezdci, kteří se shromáždili kolem generála Canteraca společně s ustupujícími vojáky. Někteří demoralizovaní roajalističtí vojáci dokonce stříleli a zabíjeli své velitele, kteří se je snažili znovu seskupit. Valdés a někteří další vyšší důstojníci byli ochotni pokračovat dál v boji, neboť asi tisíc mužů uniklo porážce, na jižním pobřeží Peru drželi některé posádky a Horní Peru bylo stále ještě pod španělskou kontrolou. Náčelník štábu Canterac si však přál kapitulaci celé místokrálovy říše, neboť dle něho pokračování bojů konec španělské nadvlády oddálí, ale neodvrátí. Kolem 17. hodiny dorazil do ležení královských vojsk José de la Mar a odevzdal nabídku Sucreho na čestnou kapitulaci. Tak se dostaly do zajetí další tisíce vojáků.

## Následky bitvy
Sucre pokračoval v pochodu na Cusco a usadil části své armády v dalších městech jižního Peru. Roku 1825 se věnoval Hornímu Peru, kde mezi sebou válčili nakonec pouze Španělé. Olañeta rozložil své jednotky mezi pevnosti Cotagaita (včetně batalionu „Chichas“) pod velením plukovníka Medinacelliho, Valdéz byl vyslán do Chuquisaca s batalionem „Union“ a Olañeta sám pochodoval na Vitichi. V Cochabamba se však vzbouřil první prapor „Ferdinand VII“ pod velením plukovníka José Maríneze, následoval druhý prapor ve Vallegrande, kde byl 12.2.1825 odstraněn velitel brigádní generál Francisco Aguilera. 

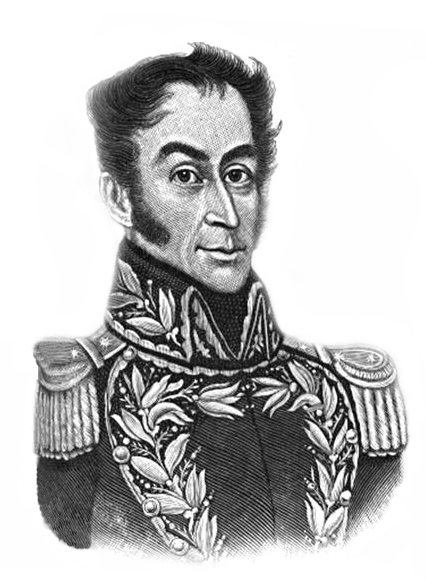
Simon Bolívar

 14. února zabral José Manuel Mercado Santa Cruz de la Sierra, zatímco Chayanta zůstala v rukou podplukovníka Pedra Arraya a v Chuquisace vyhlásil vítězství republikánů plukovník Francisco Lopéz. V této době odmítla většina vojenských jednotek bojovat proti silné Sucreho armádě. Plukovník Medinacelli se též vzbouřil proti Olañetovi a 2. dubna se střetli v bitvě u Tumusla. Pedro Antonio Olañeta byl nakonec zastřelen vlastními lidmi. 7. dubna se generál José María Valdéz vzdal v Chequelte generálu Urdinienaovi a tím oficiálně skončila osvobozenecká válka, ačkoli ještě další roky probíhala střetnutí se zbytky roajalistické armády. Španělští důstojníci, kteří zůstali v Jižní Americe, dostali privilegia a Bolívar schválil jejich odchod do Španělska, kde je čekalo vyšetřování, proč nevyužili svou početní převahu a frontálním útokem neporazili Sucreho armádu. Jeden ze současných španělských historiků hovoří o „zradě u Ayacucho“ a uvádí, že výsledek bitvy byl dohodnut předem a utkání na náhorní plošině bylo pouze krvavou činohrou pro krále. 

Bolívar vyzýval kongres k vytvoření unie nových, nezávislých států. Projekt byl ratifikován jako „Velká Kolumbie“. O čtyři roky později se kvůli osobním ambicím mnoha jeho generálů a díky absenci jednotné vize unie rozpadla na jednotlivé státy.